# 佐藤友咲
佐藤 優咲（さとう ゆうさく、9月9日 - ）は、日本の俳優。北海道出身。サンノーム所属。
元アイドル（甘党男子）。ミュージシャン（ミラクル☆歌劇団）エンターテイナー。

## 出演

### テレビ番組
- フジテレビ「バイキング」男の娘コンテスト
- 東京MX「エクストリームBeauty」
- フジテレビ「SMAPバラエティつよしんごろうの境界線クイズ」ジェンダーレス男子
- 東京MX「ツキステ。TV」「ツキステ。TV2」
- テレビ朝日「全力坂」男子版
- 千葉テレ「チアアップインディーズ」MC、バンドMV放送、バンドLIVE放送

### 舞台
- 2.5次元ダンスライブ「ツキウタ。」ステージ - 水無月涙 役

ステージ第1幕
ステージ第2幕「月歌奇譚 夢見草」
ステージ第3幕「スクールレボリューション」
ステージ第4幕「ルナティックパーティー」
ステージ「ルナティックLIVE in 上海」
ステージ第5幕「Rabbits Kingdom」
ステージ第6幕「紅縁」
ステージ第7幕「サイバーダイブコネクション」
ステージ「ルナティックLIVE2018」大宮ソニックシティホール2days
ステージ第8幕「TSUKINO EMPIRE」
ステージ第9幕「しあわせあわせ」
ステージ第10幕「月歌奇譚　太極伝奇」
ステージ第11幕「月花神楽〜黒と白の物語〜」
ステージ第12幕「裏斬心」
ステージ第13幕「月野百鬼夜行綺譚 依依恋恋」
ステージ第14幕「Rabbits Kingdom Resurrection」
ステージ「LUNATIC FES 2025 ～NOBLE FLOWERS～」
ステージ第15幕「SCHOOL REVOLUTION 月野学園物語 -百年アオハル-」
- ツキプロ文化祭『死にかけ男が転生目指して芸能界で頑張ります！～しにてん～』
- ハイスクール!奇面組 - 切出翔 役
- DIABOLIK LOVERS 〜 MORE,BLOOD〜 - 逆巻カナト 役
- 大正浪漫探偵譚-六つのマリア像 - にょろり 役
- 艶が〜る – 弐宴 土方編 – 翔太 役
- オバケストラ - 刹那 役
- ツキプロ文化祭2018 SUMMER『月野百鬼夜行外伝 夏夢祭』 - からかさ小僧(水無月涙) 役
- 夢王国と眠れる100人の王子様 - ドーマウス 役
- 真YOSHITSUNE - 廊姫 役
- 殉血のサルコファガス - メル 役
- アリス イン デッドリースクール少年 - 堂本千十一 役
- 魔術士オーフェン〜はぐれ旅〜 - コミクロン 役
- S.Q.S エピソード4 「TSUKINO EMPIRE 2」 - 水無月涙 役
- 朗読劇「涙箱vol.2」
- 江戸川乱歩原作舞台「坂の上のエーリアン〜人でなしの恋より〜」 - 女型の人形 役、「人間椅子」 - イス 役
- 黒の王 - シュテファン 役
- ツキプロ「キソセカイステージ：eins『ソラヲワタルカゼ』」 - 水無月涙 役
- 監獄REQUIEM - ニーナ 役
- S.Q.S ep6「キソセカイステージ：zwei『アカイホノオ』」 - 水無月涙 役
- 饗宴 茜さすセカイでキミと詠う〜絆〜 - 森蘭丸 役
- サイキック甲子園 - 主演 宮本通 役
- 朗読劇「はじまりの一歩」 - 主演 平沢忠志 役
- The Great Gatsby In Tokyo - チェスター・マッキー 役
- りさ子のガチ恋♡俳優沼 - 秋山悠(桂太郎) 役
- 見世物革命ゴウマちゃん - 花魁因幡太夫 役
- 断罪室 - 大井川 役
- 朗読劇「ロミオとジュリエットの落としもの」 - 主演 海堂陸 役
- ステージ「エロイカより愛をこめて」Revival+ - 部下G（ゲー） 役

### 声優
- ドラマCD『BrightStar〜asterisk〜』 - キャンサー 役
- 恋愛チャット小説アプリ『KISSMILLe』 - 奏役斗、その他
- ドラマCD『BrightStar～Stargazer～』 - キャンサー 役

### LIVE
- ツキプロ祭・冬の陣 昼の部『LUNATIC LIVE』(2016年12月4日 パシフィコ横浜国立大ホール)
- 『LUNATIC LIVE 2017』 in SHANGHAI(2017年10月21日-22日 MODERN SKY LAB)
- 『TSUKISTA. Memorial Tour 2018』

東京1 (2018年2月13日-14日 EX THEATER ROPPONGI)
東京2 (2018年2月16日-18日 日テレらんらんホール)
台湾 (2018年2月24日-25日 信義劇場Legacy Max)
大阪 (2018年3月2日-3日 オリックス劇場)
愛知 (2018年3月4日 豊田市民文化会館大ホール)
宮城 (2018年3月10日-11日 仙台GIGS)
- 『LUNATIC LIVE 2018』

Ver.BLUE (2018年12月26日 大宮ソニックシティ大ホール)
Ver.RED (2018年12月27日 大宮ソニックシティ大ホール)

### CM
- 共立メンテナンス
- ふわっち(TBS系)

### モデル
- スタジオ大羊堂サイト　女装モデル

### 雑誌
- RANZUKI - レギュラー
- 東京ウォーカー
- 池袋ウォーカー
- 空想女子-Day dream girls-
- 月刊デビュー
- ヴィジュアル系冊子villion
- 美ST
- click clap!
- Prince of STAGE

### BOOK
- ハンサム童話vol.1 ブレーメンの音楽隊(2019年)

### 映画
- 妖怪川姫みずさ
- ミスヤンチャン学園 飯田橋女子高校~とどけ!乙女の想い~KISS部
- Misson in B.A.C THE MOVIE (2019年)

### 受賞
- 第1回天下一音楽会 Zepp Tokyo バンド部門 - 優勝
- 第3回甘党男子スイーツ&スマイルコンテスト - グランプリ
- フジテレビ バイキング 男の娘コンテスト - 優勝
- 東京ウォーカー イケメン選手権 - 第3位
- ジュノン・ミュージックポップボーイコンテスト - SWEET POP BOY賞

- ミュージカルバンド【ミラクル☆歌劇団】 - ダンス&ボーカル

「スターリーナイト」
「トドメッセージ」 MV
- V系ロックバンド【キラキラ☆ボーイズ】

「桜音ノ詩」MV(作曲、脚本：佐藤友咲)
- スイーツアイドル【甘党男子】

「パイナポー」MV
「かき氷」MV
「シュークリーム」MV